# 대한민국 과학기술처
과학기술처(科學技術處)는 과학 기술 진흥을 위한 종합적 기본 정책의 수립·계획의 종합과 조정, 기술 협력과 기초 과학 기술 발전에 관한 사무를 관장하는 대한민국의 옛 중앙행정기관이다. 1967년 3월 30일 발족하였으며 1998년 2월 27일 과학기술부로 개편되면서 폐지되었다. 기관장은 장관급 정무직 공무원으로 임명되었다.

## 설치 근거 및 소관 업무
- 정부조직법 [법률 제1947호, 1967.03.30 일부개정] 제20조의2[1]
- 과학기술처직제 [대통령령 제2996호, 1967.04.12 제정] 제1조[2]

## 연혁
- 1967년 3월 30일 - 과학기술처를 신설. 중앙관상대를 교통부에서 옮김. 외청으로 원자력청을 설치.
- 1973년 1월 15일 - 원자력청을 폐지하고 외국으로 원자력국을 설치.
- 1982년 1월 1일 - 중앙관상대를 중앙기상대로 개편.
- 1990년 12월 27일 - 중앙기상대를 폐지하고 외청으로 기상청을 설치.
- 1998년 2월 27일 - 과학기술처를 폐지하고 과학기술부로 개편.

## 조직
| - 감사관 ( 1981.07 ~ 98.02 ) - 공보관 ( 1973.03 ~ 98.02 ) - 과학기술심의실 ( 1981.07 ~ 85.08 ) - 국립과학관 ( 1969.04 ~ 90.04 ) - 국립중앙과학관 ( 1990.04 ~ 98.02 ) - 국제협력국 ( 1968.12 ~ 73.02 ) - 기술개발관 ( 1976.12 ~ 85.08 ) | - 기술개발국 ( 1991.04 ~ 94.12 ) - 기술인력국 ( 1994.12 ~ 98.02 ) - 기술정책국 ( 1995.11 ~ 98.02 ) - 기술정책실 ( 1985.03 ~ 91.03 ) - 기술진흥국 ( 1991.04 ~ 95.11 ) - 기술협력국 ( 1973.02 ~ 85.08 ) - 기획관리실 ( 1967.04 ~ 70.04 ) | - 대덕단지관리사무소 ( 1979.03 ~ 85.08 ) - 대덕단지관리소 ( 1979.03 ~ 98.02 ) - 비상계획관 ( 1970.04 ~ 98.02 ) - 안전심사관 ( 1976.05 ~ 79.03 ) - 연구개발조정실 ( 1985.08 ~ 98.02 ) - 연구조정실 ( 1967.04 ~ 73.02 ) - 원자력개발국 ( 1979.03 ~ 81.11 ) | - 원자력국 ( 1973.02 ~ 91.03 ) - 원자력실 ( 1991.03 ~ 98.02 ) - 원자력안전국 ( 1979.03 ~ 81.11 ) - 인력계획관 ( 1976.12 ~ 83.11 ) - 인력정책관 ( 1991.04 ~ 94.12 ) - 정보산업기술국 ( 1983.11 ~ 85.08 ) - 종합계획관 ( 1976.12 ~ 81.07 ) | - 종합기획실 ( 1973.02 ~ 76.12 ) - 주재관 ( 1978.04 ~ 98.02 ) - 중앙관상대 ( 1963.02 ~ 81.12 ) - 중앙기상대 ( 1982.01 ~ 90.12 ) - 중앙전자계산소 ( 1970.04 ~ 74.05 ) - 진흥국 ( 1967.03 ~ 83.11 ) - 총무과 ( 1967.04 ~ 98.02 ) |

### 외청
- 기상청

## 역대 장·차관

### 과학기술처 장관
| 정부        | 대수           | 이름                                | 임기                               | 출신지                     | 출신학교 | 비고 |
| ----------- | -------------- | ----------------------------------- | ---------------------------------- | -------------------------- | --- | --- |
| 제 3 공화국 | 초대           | 김기형(金基衡)                      | 1967년 4월 12일 ~ 1971년 6월 3일   | 경기 경성 (현 서울)        | 서울대 | 경제과학심의위원회 상임위원&제9대 국회의원&한국과학기술원 이사장&한국표준과학연구원 이사장&한국과학기술진흥재단 이사장    |
| 제 3 공화국 | 2대            | 최형섭(崔亨燮)                      | 1971년 6월 15일 ~ 1978년 12월 22일 | 경남 진주                  | 일본 와세다대                                                                                                  | 한국과학기술원장 |
| 제 4 공화국 | 2대            | 최형섭(崔亨燮)                      | 1971년 6월 15일 ~ 1978년 12월 22일 | 경남 진주                  | 일본 와세다대                                                                                                  | 한국과학기술원장 |
| 3대         | 최종완(崔鍾浣) | 1978년 12월 23일 ~ 1979년 12월 13일 | 강원 명주 (현 강원 강릉)           | 서울대                     | 육사 교수&서울특별시 제2부시장&강원도지사&공업진흥청장&건설부 장관                                             | |
| 4대         | 성좌경(成佐慶) | 1979년 12월 14일 ~ 1980년 8월 31일  | 경기 양평                          | 일본 도쿄공대              | 인하대 총장&원자력청장&한국화학연구원장&원자력연구소장                                                         | |
| 5대         | 이정오(李正五) | 1980년 9월 1일 ~ 1985년 2월 18일    | 경북 의성                          | 육사&서울대                | 한국과학기술원 교수&한국과학기술원장&과학기술연구소장&세종연구소 이사장                                        | |
| 5대         | 이정오(李正五) | 1980년 9월 1일 ~ 1985년 2월 18일    | 경북 의성                          | 육사&서울대                | 한국과학기술원 교수&한국과학기술원장&과학기술연구소장&세종연구소 이사장                                        | 제 5 공화국 |
| 6대         | 김성진(金聖鎭) | 1985년 2월 19일 ~ 1986년 1월 7일    | 경기 인천 (현 경기와 분리)         | 육사                       | 체신부 장관&한국과학재단 이사장&한국전산원장                                                                   | |
| 7대         | 전학제(全學濟) | 1986년 1월 8일 ~ 1986년 8월 26일    | 경기 경성 (현 서울)                | 서울대                     | 한국과학원 교수&국립과학관장&한국과학기술원장                                                                  | |
| 8대         | 이태섭(李台燮) | 1986년 8월 27일 ~ 1987년 7월 13일   | 경기 화성                          | 서울대                     | 정무 제1장관&제10·11·13·15대 국회의원&국회 상공위원회 위원장&한국원자력문화재단 이사장&한국원자력의학원 이사장 | |
| 9대         | 박긍식(朴肯植) | 1987년 7월 14일 ~ 1988년 2월 24일   | 평남 평양 (현 평남과 분리)         | 서울대                     | 과학기술처 원자력개발국장&한국과학문화연구원장&한국표준연구소장&한국동력자원연구소장                           | |
| 노태우 정부 | 10대           | 이관(李寬)                          | 1988년 2월 25일 ~ 1988년 12월 4일  | 경기 인천 (현 경기와 분리) | 서울대 | 울산대 총장&한국원자력기술협회장                                                                                          |
| 노태우 정부 | 11대           | 이상희(李祥羲)                      | 1988년 12월 5일 ~ 1990년 3월 18일  | 경북 청도                  | 서울대 | 국가과학기술자문회의 위원장&제11·12·15·16대 국회의원&국회 정보통신과학기술위원회 위원장&국립과천과학관장&한국발명진흥회장 |
| 노태우 정부 | 12대           | 정근모(鄭根謨)                      | 1990년 3월 19일 ~ 1990년 11월 9일  | 경기 경성 (현 서울)        | 서울대 | 한국과학기술원 교수&한국과학재단 이사장&한국과학기술한림원장&한국전력기술주식회사 사장                                    |
| 노태우 정부 | 13대           | 김진현(金鎭炫)                      | 1990년 11월 10일 ~ 1993년 2월 25일 | 경기 안성                  | 서울대 | 서울시립대 총장&강원대 교수&한국경제신문 회장&한국과학기술기획평가원 이사장                                               |
| 문민 정부   | 14대           | 김시중(金始中)                      | 1993년 2월 26일 ~ 1994년 12월 23일 | 충남 논산                  | 서울대 | 고려대 교수&과학기술단체총연합회장                                                                                        |
| 문민 정부   | 15대           | 정근모(鄭根謨)                      | 1994년 12월 24일 ~ 1996년 8월 7일  | 경기 경성 (현 서울)        | 서울대 | 한국과학기술원 교수&한국과학재단 이사장&한국과학기술한림원장&한국전력기술주식회사 사장                                    |
| 문민 정부   | 16대           | 구본영(具本英)                      | 1996년 8월 8일 ~ 1996년 12월 19일  | 경기 개성                  | 서울대 | 대통령비서실 경제수석비서관&교통부 차관&과학기술처 차관&주 OECD 대사&한국개발연구원 수석연구원                            |
| 문민 정부   | 17대           | 김용진(金容鎭)                      | 1996년 12월 20일 ~ 1997년 3월 5일  | 경북 상주                  | 서울대 | 행정조정실장&관세청장&재무부 차관                                                                                         |
| 문민 정부   | 18대           | 권숙일(權肅一)                      | 1997년 3월 6일 ~ 1998년 2월 28일   | 경기 경성 (현 서울)        | 서울대 | 서울대 교수&교육개혁위원회 위원&한국물리학회장&한국과학재단 위원장                                                        |

### 과학기술처 차관
| 정부        | 대수           | 이름                               | 임기                                | 출신지                     | 출신학교                                                                                              | 비고                                                                                           |
| ----------- | -------------- | ---------------------------------- | ----------------------------------- | -------------------------- | --- | ---------------------------------------------------------------------------------------------- |
| 제 3 공화국 | 초대           | 이재철(李在澈)                     | 1967년 4월 17일 ~ 1971년 6월 14일   | 경북 대구 (현 경북과 분리) | 서울대                                                                                                | 인하대 총장&교통부 차관                                                                        |
| 제 3 공화국 | 2대            | 이창석(李昌錫)                     | 1971년 6월 15일 ~ 1979년 3월 14일   | 평남 평양 (현 평남과 분리) | 평양사범학교                                                                                          | 문교부 기획관리실장&교통부 차관                                                                |
| 제 4 공화국 | 2대            | 이창석(李昌錫)                     | 1971년 6월 15일 ~ 1979년 3월 14일   | 평남 평양 (현 평남과 분리) | 평양사범학교                                                                                          | 문교부 기획관리실장&교통부 차관                                                                |
| 3대         | 이응선(李應善) | 1979년 3월 15일 ~ 1982년 1월 4일   | 강원 홍천                           | 서울대                     | 경제기획원 국제협력국장·진흥국장·연구조정실장·기획관리실장&제13·15대 국회의원&한국산업인력공단 이사장 |                                                                                                |
| 3대         | 이응선(李應善) | 1979년 3월 15일 ~ 1982년 1월 4일   | 강원 홍천                           | 서울대                     | 경제기획원 국제협력국장·진흥국장·연구조정실장·기획관리실장&제13·15대 국회의원&한국산업인력공단 이사장 | 제 5 공화국                                                                                    |
| 4대         | 김용한(金容瀚) | 1982년 1월 5일 ~ 1983년 10월 9일   | 전북 남원                           | 서울대                     | 경제기획원 예산실장                                                                                   |                                                                                                |
| 5대         | 조경목(趙庚穆) | 1983년 10월 17일 ~ 1985년 7월 10일 | 경기 경성 (현 서울)                 | 서울대                     | 과학기술처 원자력안전국장&제12·13대 국회의원                                                          |                                                                                                |
| 6대         | 권원기(權原基) | 1985년 7월 11일 ~ 1988년 3월 4일   | 경북 봉화                           | 연세대                     | 한국기술교육대 총장&과학기술처 과학기술심의관·기획관리실장·과학기술심의실장&국립과학관장              |                                                                                                |
| 노태우 정부 | 7대            | 신만교(辛萬敎)                     | 1988년 3월 5일 ~ 1988년 12월 12일   | 충남 금산                  | 서울대                                                                                                | 과학기술처 정보산업국장·기획관리실장&국립과학관장                                              |
| 노태우 정부 | 8대            | 최영환(崔永煥)                     | 1988년 12월 13일 ~ 1990년 12월 27일 | 경북 대구 (현 경북과 분리) | 경북대                                                                                                | 과학기술처 정보산업국장·진흥국장·기술정책실장                                                  |
| 노태우 정부 | 9대            | 서정욱(徐廷旭)                     | 1990년 12월 28일 ~ 1992년 6월 29일  | 경기 경성 (현 서울)        | 서울대                                                                                                | 공사 교수&과학기술부 장관&국방과학연구소장&한국과학기술연구원장                                |
| 노태우 정부 | 10대           | 박진호(朴辰好)                     | 1992년 6월 30일 ~ 1993년 3월 3일    | 경남 함안                  | 국제대                                                                                                | 과학기술처 기획관리실장                                                                        |
| 문민 정부   | 11대           | 한영성(韓榮成)                     | 1993년 3월 4일 ~ 1994년 12월 25일   | 경남 사천                  | 서울대                                                                                                | 과학기술처 원자력실장&국립중앙과학관장&한국원자력연구소 고문&한국원자력안전기술원 이사장       |
| 문민 정부   | 12대           | 구본영(具本英)                     | 1994년 12월 26일 ~ 1995년 12월 21일 | 경기 개성                  | 서울대                                                                                                | 대통령비서실 경제수석비서관&교통부 차관&과학기술처 장관&주 OECD 대사&한국개발연구원 수석연구원 |
| 문민 정부   | 13대           | 임창열(林昌烈)                     | 1995년 12월 26일 ~ 1996년 8월 12일  | 경기 경성 (현 서울)        | 서울대                                                                                                | 경기도지사&조달청장&해양수산부 차관&재정경제원 차관&통상산업부 장관&경제부총리                 |
| 문민 정부   | 14대           | 이부식(李富植)                     | 1996년 8월 13일 ~ 1998년 3월 8일    | 경기 경성 (현 서울)        | 서울대                                                                                                | 대통령비서실 건설교통비서관&해운항만청장&건설부 기획관리실장                                   |

## 논란

### 명칭 및 지위 논란
과학기술 부처 설치는 1967년 1월 11일 박정희 대통령이 문교부를 연두 순시 할 당시 과학기술 전담 행정기구 설치를 지시한 것으로 시작되었다. 이에 무임소 장관은 곧 경제기획원과 협력, 과학기술 행정기구 설치안을 만들기 시작했다. 무임소장관실의 자문 요청을 받은 경제기획원 기술관리국은 자체적인 논의를 거쳐 ‘(가칭) 과학기술원’ 기구(안)을 작성하였다.
하지만 경제기획원에서 이 기구를 원으로 설치하자고 주장하면서 논란이 일었다. 경제기획원에서는 과학기술 전담 행정기구를 ‘원(院)’으로 하자는 데는 특별한 이유가 있었는데 과학기술 행정은 상공부나 내무부와 같이 고유 집행업무가 없기 때문에 부로 하는 것은 적당하지 않고 원이나 ‘처(處)’로 해야 하는데, 국가적인 차원에서 과학기술을 진흥하자면 부총리 수준의 권위를 가져야 하기 때문에 ‘과학기술원’으로 해야 한다는 주장이었다. 이에 경제기획원으로부터 이 같은 내용을 담은 기구(안)을 넘겨받은 무임소장관실에서는 추가로 과학기술계 중진학자들, 전문가들의 의견을 수렴한 후 2월 8일 대통령에게 제출한다. 신설 과학기술 행정기구를 경제기획원 기술관리국 주축으로 조직, 경제기획원과 같이 (집행부서가 아닌) 참모와 계획부서의 업무를 수행하도록 하며, 국무총리 직속으로 각 부처에 산재해 있는 과학기술 행정기관들의 업무를 흡수한다는 내용이었다.
그러나 과학기술원 업무와 관련해 조건을 달았다. 각 부처의 반발을 최소화하기 위해 관계부처 고유 업무와 직접적인 관계가 없는 연구소·시험소만을 흡수하고, 원자력원은 청으로 격하해 과학기술원 장관 밑에 둔다는 내용이었다. 청와대는 기구(안)을 검토한 후 정부 행정조직과 기구 설치 주무부처인 총무처로 보낸다. 자료를 넘겨받은 총무처는 내부적인 조사, 외부 자문을 받으면서 과학기술원 설치안을 확정하는데, 확정안에는 ‘과학기술원’으로 돼 있던 기구 명칭이 ‘과학기술처’로 바뀌어 있었다. 개정법률안에서는 명칭 변경과 관련, “참모 조정 기능을 갖는 ‘원’과 ‘처’는 국무총리 직속으로 설치되기 때문에, 과학기술 종합 행정기구를 설치할 경우 국무총리 소속 기관으로 함이 적당하지만, 당시 정부의 기구 조정방침에 따라 ‘원’이란 명칭은 교육원, 연구원, 보건원 등에 적용하고 있고, ‘처’란 명칭은 참모조정기관에 적용하고 있어 과학기술원이 아닌 ‘과학기술처’가 타당하다”는 내용이었다.
사실 명칭 문제는 법률안을 작성하면서 가장 쟁점이 된 사항이었다. 경제기획원 기술관리국이나 과학기술계 인사 대부분은 ‘과학기술 진흥’을 힘있게 이끌고 가기 위해 부총리급의 과학기술원이 필요하다는 입장이었다. 그러나 정부 내 반대가 너무 심했다. 당시 정부는 위헌 논란에도 불구하고 경제발전을 주도적으로 추진하기 위해 경제기획원 장관을 헌법에 명시되지 않은 부총리급으로 임명했는데, 과학기술 분야에 별도의 부총리를 둔다는 것은 또 다른 부처들과의 갈등을 불러올 위험성이 있었기 때문에 과학기술부도 검토되었지만 행정조정권이 없어 처로 조정되었다.